# Bedieningscentrale De Waard
Vanuit de bedieningscentrale De Waard in de Nederlandse stad Leiden kunnen samen met de bedieningscentrale Leidschendam bruggen ten westen van de lijn Alphen aan den Rijn - Rotterdam worden bediend. Voor een aantal bruggen wordt hoe lang de brug open gaat weergegeven op dynamische panelen langs de weg. Deze gegevens worden ook doorgeven aan het Nationaal Dataportaal Wegverkeer (NDW). Hieronder vallen ook bruggen van Rijkswaterstaat, gemeenten en ProRail.
Vanuit de bediencentrale kan ook het waterpeil worden gestuurd door pompgemalen en spuiwerken aan- of uit te zetten en daarmee het waterpeil in de kanalen en de waterverdeling naar omliggende wateren goed te regelen. Hierover worden dan afspraken met de waterschappen en andere belanghebbenden gemaakt.
De bedieningscentrale kan via de marifoon worden aangeroepen op VHF-kanaal 22.  
De centrale is begonnen als een proeftuin en eenmansbedieningspost en speciaal gebouwd om als eerste centrale bruggen op afstand te kunnen bedienen. Later moesten de vijf brugwachters voor de afstandsbediening diploma’s halen voor Nautische opleidingen, Nautop.
De aanleiding voor de bouw was het beleidsuitgangspunt van de provincie Zuid-Holland, vertaald in 2006 door Provinciale Staten vastgestelde Nota Provinciale Vaarwegen en Scheepvaart, dat vervoer over water gestimuleerd moest worden om daarmee het wegverkeer te beperken en de recreatievaart te bevorderen. Met centrale bediening functioneert de voormalige brugwachter meer als verkeersbegeleider, die kan zorg dragen voor een betere doorstroming door afstemming van het verkeer op zowel de weg als op het water. In de praktijk: Het zo vloeiend mogelijk laten verlopen van een brugopening voor de scheepvaart, terwijl het landverkeer daar zo min mogelijk hinder van ondervindt. Door de schepen over het gehele vaartraject te volgen en de bediening van de bruggen op elkaar af te stemmen met het beslissingsondersteuningssysteem (BOS), zouden weggebruikers en het scheepvaartverkeer van kortere wachttijden profiteren en de schepen van een gegarandeerde aankomsttijd. 
Voor de verbouwing in 2007 van de bedieningscentrale huurde de provincie een ponton. Daar werd een houten keet op gezet en alle kabels werden daar naartoe omgeleid. Op die manier werden de bruggen een half jaar lang vanaf dat bootje bediend.
Brugbedieningscentrum Steekterpoort bedient bruggen in de gemeente Alphen aan den Rijn en ten oosten van de lijn Alphen aan den Rijn - Rotterdam. In 2014 zijn alle provinciale centrales met elkaar verbonden en kunnen ze de brugbediening van een andere centrale overnemen. 

## Aangesloten bruggen

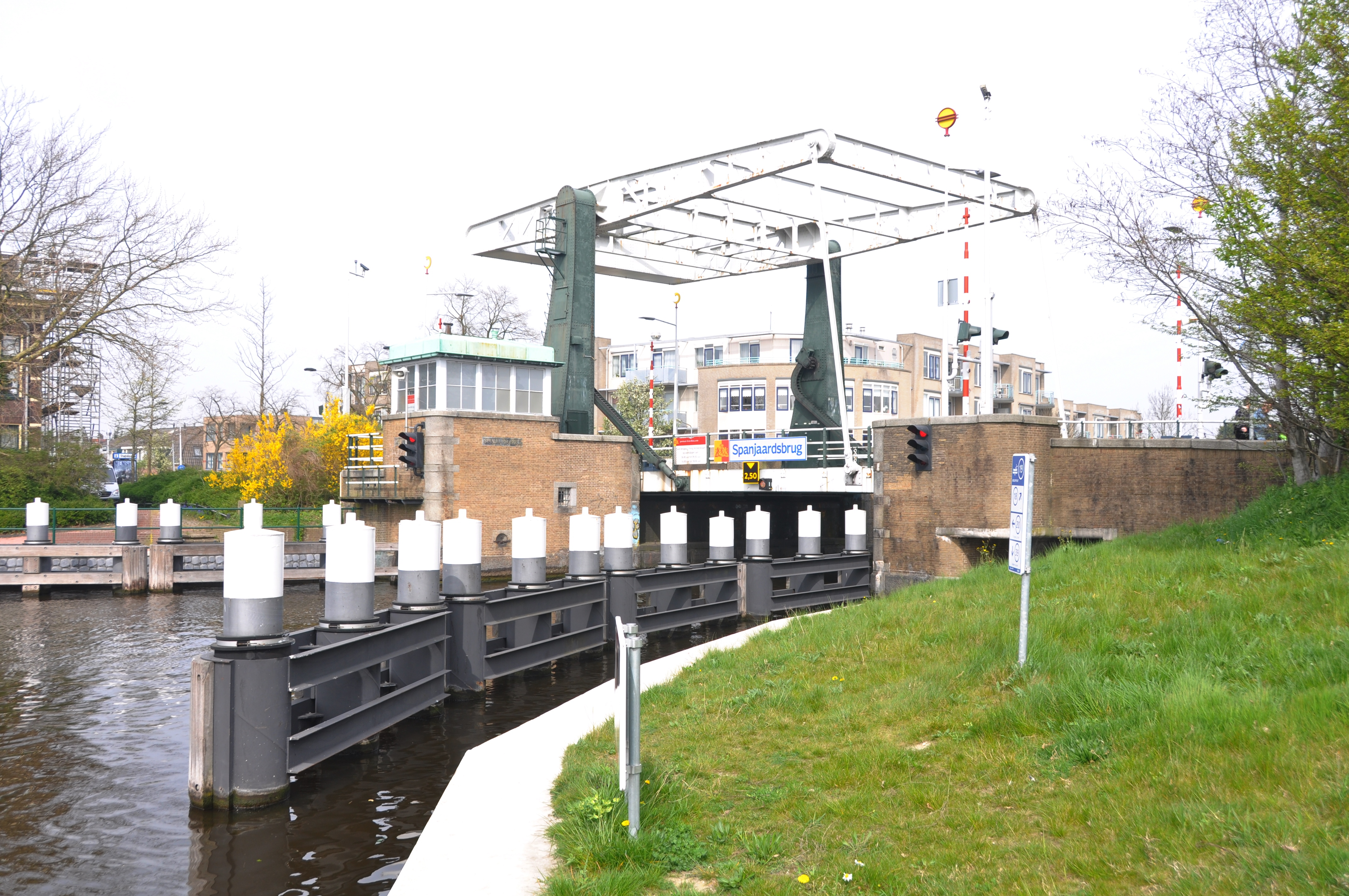
Spanjaardsbrug

Vanaf Bedieningscentrale De Waard worden 13 bruggen op afstand bediend:
- Doesmolenbrug
- Zijlbrug
- Spanjaardsbrug
- Wilhelminabrug
- Lammebrug
- Trekvlietbrug
- Torenvlietbrug
- Nieuwe Roversbrug
- Waddingerbrug
- Hoflandbrug
- Spoor /Kanaalbrug
- Vlietlandbrug
- Overhaalbrug

## Veiligheid
In 2019 concludeerde de Onderzoeksraad voor Veiligheid (OVV) naar aanleiding van twee ongelukken die in 2018 plaatsvonden bij bruggen die de gemeente Zaanstad bedient, dat er te weinig werd gedaan om ongelukken met bruggen die op afstand kunnen worden geopend te voorkomen.